# Kalup
Kalup (tur. kalıp < arap. qālab i qālib < perz. kālib) je oblik, obrazac; forma, model; predmet oko kojega se oblikuju (modeliraju) drugi predmeti (na primjer kalup za cipele, šešire). U tehnici, šuplje tijelo u kojem se oblikuju predmeti od taljivih tvari (metala, stakla, polimernih materijala). U lijevanju metala pješčani se kalup rabi za jednokratnu, a kokila za višekratnu uporabu.

## Kokila
Kokila (njem. Kokille < franc. coquille: školjka) je metalni kalup za višekratnu upotrebu, najčešće od željeza ili čelika, u metalurgiji služi za oblikovanje odljevaka različitih metala i slitina. Razlikuju se kokile za dobivanje metalnih poluproizvoda u obliku ingota (trupaca ili blokova), koji se dalje prerađuju gnječenjem (plastičnom preradbom) ili se po potrebi pretaljuju, i kokile za ljevaoničku upotrebu, to jest za izradbu odljevaka konačnog oblika (na primjer strojnih dijelova), osobito česta u lijevanju metala nižeg tališta (olovo, cink, aluminij).

## Slike
|                                                              |                                                    |                                |
| Kameni kalup za lijevanje vrhova strijela iz Brončanog doba. | Kalup za lijevanje u pijesku s umetnutim jezgrama. | Kokila za izradu Lego kockica. |